# Успенски сабор (Рјазањ)
Успенски сабор (рус. Успенский собор) православна је црква у Рјазању. У почетку се Саборна црква Успења звала Саборна црква Христовог рођења, подигнута на прелазу из 14. у 15. век. Током година, храм је пропао и постао премали за катедралу. Митрополит Јосиф је још 1677. године предао молбу за изградњу нове Успенске катедрале, који је од цара Фјодора Алексејевича тражио дозволу да се на месту где је била зелена (празна) одаја сагради нова саборна црква.

## Почетак изградње
Успенски сабор Рјазањски кремљ саградио је 1693-1702. године кметски архитекта Јаков Григоријевич Бухвостов. Упркос сличности генералног плана са московском Успенском саборном црквом и њених традиционалних карактеристика - троделне западне фасаде, поделе јужног и северног зида на четири преграде, и пет купола, архитекта је спровео низ иновација. којима је обогатио одлике "наришкинског стила" ( Московски барок ).

## Изградња катедрале
Mитрополит Аврам је у јануару 1693. године организовао нову уговорну аукцију за изградњу саборне цркве, а постављени су темељи за актуелну летњу Успенску катедралу. Овог пута уговор је дат мајстору камена Јакову Григоријеву Бухвостову. Радови су почели 18. маја 1693. године, а крајем 1699. године катедрала је покривена кровом и тада је добила својих 5 купола. Артел резбара Сергеја Христофорова направио је огроман седмостепени иконостас за катедралу. 1701. године иконостас су позлатили московски златари. Иконе за иконостас су насликали иконописац Николај Соломонов са својим помоћницима. Зидови катедрале - портали, стубови, архитрави - украшени су сјајем орнамента од белог камена по пројекту Јакова Бухвостова мајстора Никите Јустинова, Герасима Иванова и Ивана Парфенова.
Митрополит Стефан (Јаворски) је 15. августа 1702. године освештао нову Успенску саборну цркву.

### Обнова катедрале
Становници Рјазања су од епископа Симона (Лагова) сазнали 1800 године, да је Свети синод донео одлуку да се катедрала демонтира и поново изгради због појаве „опасног пропадања“. Ради висине храма и отворене локације, олуја је кидала куполе и кров, појавиле су се пукотине на сводовима и зидовима, а лискун постављен на горњим прозорима је избио ветар. Зими је [[снег падао кроз рупе у храму; Лети су се у иконостас угнездиле птице и опустошиле га. Од цвркута птица једва су се чуле црквене службе.

Епископ Симон (Лагов) је декрет Синода саопштио рјазањакој Думи, позивајући грађане да се међусобно консултују и кажу му како су се „договорили око катедрале“, да ли да је руше или поправљају. Тада су рјазански трговци Г. В. Рјумин и П. А. Малшин позвали архитекту и клесара из Москве]] да прегледају катедралу. Испоставило се да се катедрала може поправити. Трговци су се обавезали да ће за то донирати део новца и ангажовали су зидаре, клесаре и молере. Вазнесенска катедрала је обновљена и поново освећена 15. августа 1804 године. Донације свих грађана износиле су 69.100 рубаља.
Висина катедрале (без подрума) до вијенца је приближно 28 м, ширине 31 м и дужине 45 м, а са галеријама ширине 41 м и дужине 56 м, а ширина зидова је до 2,4 метра. Грандиозно здање изграђено је за седам година и украшено је чипкастим резбаријама од белог камена, ретким за своје године. Саборна црква Успења и њен звоник изграђени су тако да се могу видети са било ког места Рјазања.
Након Руске револуције 1917. године црквене службе у храму су прекинуте. Унутрашње фреске на стубовима и зидовима су прекречене кречом. Нове власти су одузеле иконе и сву црквену имовину. Неко време у храму је функционисао планетаријум. Касније су одржаване музејске изложбе.
Успенског сабора је 1992. године враћен Рјазањској епархији и поново освећен 13. јуна 1992. Митрополит Симон (Новиков) служио је Свеноћно бденије. Сутрадан, 14. јуна, на празник Свете Тројице, у храму је служена Света Литургија. До 900. годишњице Рјазања 1995. године, у храму је завршена рестаурација древног иконостаса.

## Архитектура
Велика петокуполна катедрала од цигле са шест стубова у подруму. Архитектура зграде, крунисане са пет купола, комбинује композицију традиционалну за древне руске градске кубичне храмове са композицијом типичном за крај 17. века. жеља за строгом симетријом спољашњег волумена, са јасно дефинисаном спратношћу и завршетком фасада правим венцем уместо закомара. Зидови не омалтерисане зграде, пресечени са три реда прозора, украшени су богатим белим каменим декором у духу наришкинског барока. Звоник је украшен коринтским стубовима и скулптурама анђела који трубе. Унутрашњи простор храма украшен је грандиозним резбареним иконостасом.

## Светиње Успенског сабора
Главном рјазањском светињом сматрала се чудотворна икона Феодотијевска Богородица, која се појавила 1487. године у пољу села Феодотјево, у близини Спаск Рјазански. У част ове иконе, сваке године одржаване су прославе 2. јула.
Према житију племенитог кнеза Константина Муромског, непознатог летописима, његов отац Свјатослав II Јарославич, велики кнез кијевски, унук Владимира I Великог, благословио га је чудотворном иконом Муромска Богородица, да влада и шири хришћанство у Муромо Рјазанској области. Свети Василиј I (епископ Рјазански), молио се пред овом иконом када је 1288. године допловио из Стари Рјазањ, као средиште Рјазањске кнежевине у Перејаслављ Рјазањски (савремени Рјазањ). У древним описима икона се назива „молитва св. Василиј“.
У Саборној цркви је постојао и поштован древни лик Јована Крститеља. Од 1992. године Успенски храм је у заједничкој употреби Рјазанске епархије и Рјазанског историјско-архитектонског музеја-резервата. Године 2008. Саборна црква је коначно предата епархији, а у њој се лети служе богослужења, током хладне сезоне, Успенска катедрала је затворена за јавност.

### Руски цареви који су посетили Успенски сабор
- Александар I Павлович (30. мај 1819, 20. јул 1820, 24. август 1824);
- Николај I Павлович (19. септембар 1832. и 12. септембар 1836);
- Александар II Николајевич, као царевић (16. август 1837);
- Николај II Александрович (8. мај 1904. и 8. децембар 1914).